# 5-HT5A receptor
5-HT5A (5-hidroksitriptaminski (serotoninski) receptor 5A, HTR5A) je protein koji je kod ljudi kodiran  genom.

## Funkcija
Protein kodiran 5-HT5A genom je član familije 5-hidroksitriptaminskih receptora. Njegov endogeni ligand je 5-hidroksitriptamin. On snižava cAMP nivoe putem  i  proteina. Za ovaj protein je pokazano da delom funkcioniše putem regulacije intracelularne mobilizacije Ca2+.
Glodari imaju dva funkcionalna tipa 5-HT5 receptora,  i , Ljudi takože imaju gen, ali njegova kodirajuća sekvenca sadrži stop kodone, tako da taj gen nije funkcionalan, i samo je  izražen u ljudskom mozgu.

## Klinički značaj
Neurotransmiter serotonin (5-hidroksitriptamin, 5-HT) uzima učešće u velikom broju psihijatrijskih stanja, kao i u vazokonstriktivnim i vazodilatornim efektima.

## Selektivni Ligandi
Mali broj visoko selektivnih liganda je komercijalno dostupan za  receptor. Selektivna aktivacija ovog receptora se može ostvariti korištenjem neselektivnog agonista serotoninskog receptor 5-karboksamidotriptamina u kombinaciji sa selektivnim antagonistima za druge ciljeve (primarno  i ).

### Agonisti
- Valerenska kiselina, komponenta valerijana, deluje kao  parcijalni agonist.[8]
- , selektivni ligand,  = 124 nM.[9]

### Antagonisti
- Latrepirdin (nije selektivan)[10]

## Dodatna literatura
- Raymond, JR; YV, Mukhin; Gelasco A;  . (2002). „Multiplicity of mechanisms of serotonin receptor signal transduction.”. Pharmacol. Ther. 92 (2-3): 179—212. PMID 11916537. doi:10.1016/S0163-7258(01)00169-3.
- Thomas, DR (2006). „5-ht5A receptors as a therapeutic target.”. Pharmacol. Ther. 111 (3): 707—14. PMID 16516972. doi:10.1016/j.pharmthera.2005.12.006.
- Rees S; den Daas I; Foord S;  . (1995). „Cloning and characterisation of the human 5-HT5A serotonin receptor.”. FEBS Lett. 355 (3): 242—6. PMID 7988681. doi:10.1016/0014-5793(94)01209-1.
- Schanen NC, Scherer SW, Tsui LC, Francke U (1997). „Assignment of the 5-hydroxytryptamine (serotonin) receptor 5A gene (HTR5A) to human chromosome band 7q36.1.”. Cytogenet. Cell Genet. 72 (2-3): 187—8. PMID 8978771. doi:10.1159/000134184.
- „Toward a complete human genome sequence.”. Genome Res. 8 (11): 1097—108. 1999. PMID 9847074. doi:10.1101/gr.8.11.1097.
- Francken, BJ; Josson K; Lijnen P;  . (2000). „Human 5-hydroxytryptamine(5A) receptors activate coexpressed G(i) and G(o) proteins in Spodoptera frugiperda 9 cells.”. Mol. Pharmacol. 57 (5): 1034—44. PMID 10779389.
- Marazziti D; Ori M; Nardini M;  . (2001). „mRNA expression of serotonin receptors of type 2C and 5A in human resting lymphocytes.”. Neuropsychobiology. 43 (3): 123—6. PMID 11287788. doi:10.1159/000054878.
- Iwata N, Ozaki N, Inada T, Goldman D (2001). „Association of a 5-HT(5A) receptor polymorphism, Pro15Ser, to schizophrenia.”. Mol. Psychiatry. 6 (2): 217—9. PMID 11317225. doi:10.1038/sj.mp.4000829.
- Grailhe R, Grabtree GW, Hen R (2001). „Human 5-HT(5) receptors: the 5-HT(5A) receptor is functional but the 5-HT(5B) receptor was lost during mammalian evolution.”. Eur. J. Pharmacol. 418 (3): 157—67. PMID 11343685. doi:10.1016/S0014-2999(01)00933-5.
- Strausberg, RL; EA, Feingold; Grouse, LH;  . (2003). „Generation and initial analysis of more than 15,000 full-length human and mouse cDNA sequences.”. Proc. Natl. Acad. Sci. U.S.A. 99 (26): 16899—903. PMC 139241 . PMID 12477932. doi:10.1073/pnas.242603899.
- Noda M; Yasuda S; Okada M;  . (2003). „Recombinant human serotonin 5A receptors stably expressed in C6 glioma cells couple to multiple signal transduction pathways.”. J. Neurochem. 84 (2): 222—32. PMID 12558985. doi:10.1046/j.1471-4159.2003.01518.x.
- Scherer, SW; Cheung J; MacDonald, JR;  . (2003). „Human chromosome 7: DNA sequence and biology.”. Science. 300 (5620): 767—72. PMC 2882961 . PMID 12690205. doi:10.1126/science.1083423.
- Hillier, LW; RS, Fulton; Fulton, LA;  . (2003). „The DNA sequence of human chromosome 7.”. Nature. 424 (6945): 157—64. PMID 12853948. doi:10.1038/nature01782.
- Khorana N; Smith C; Herrick-Davis K;  . (2003). „Binding of tetrahydrocarboline derivatives at human 5-HT5A receptors.”. J. Med. Chem. 46 (18): 3930—7. PMID 12930153. doi:10.1021/jm030080s.
- Ota T; Suzuki Y; Nishikawa T;  . (2004). „Complete sequencing and characterization of 21,243 full-length human cDNAs.”. Nat. Genet. 36 (1): 40—5. PMID 14702039. doi:10.1038/ng1285.
- Gerhard, DS; Wagner L; Feingold, EA;  . (2004). „The status, quality, and expansion of the NIH full-length cDNA project: the Mammalian Gene Collection (MGC).”. Genome Res. 14 (10B): 2121—7. PMC 528928 . PMID 15489334. doi:10.1101/gr.2596504.
- Dietz BM, Mahady GB, Pauli GF, Farnsworth NR (2005). „Valerian extract and valerenic acid are partial agonists of the 5-HT5a receptor in vitro.”. Brain Res. Mol. Brain Res. 138 (2): 191—7. PMID 15921820. doi:10.1016/j.molbrainres.2005.04.009.

## Spoljašnje veze
- „5-ht5a”. IUPHAR Database of Receptors and Ion Channels. International Union of Basic and Clinical Pharmacology. Архивирано из оригинала 26. 02. 2014. г.